# Star Soldier: Vanishing Earth
Star Soldier: Vanishing Earth est un shoot 'em up sorti en 1998 sur arcade et Nintendo 64. Le jeu a initialement été développé et édité par Hudson Soft.
Le jeu fait partie de la série Star Soldier.